# 한기남
한기남(韓基男, 1969년 3월 1일 ~ )는 대한민국의 정치인이다. 

## 생애
1969년 3월 1일 충청남도 서산의 풍족하지는 않았지만 인심만큼은 넉넉했던 한성우(父)와 이금예(母)의 4남2녀 중 4남으로 태어났다. 서산에서 동암초등학교, 서산중학교, 서산중앙고등학교(전 서산농고)를 졸업한 후,단국대학교 경영학과에 입학하여 동교 법학대학원 법학석사를 수료하였다. 슬하에는 3녀를 두고 있다.

## 정치 활동
21년 문재인대통령 행정관으로 근무하였고 2014년 지방선거 서산시장 후보로 출마하였으며 25년 현재 더불어민주당민생연석회의중소상공인*자영업위원회위원으로 활동 중이다.

## 학력
- 동암초등학교
- 서산중학교
- 서산농업고등학교
- 단국대학교 경영학과
- 단국대학교 대학원 법학석사

## 경력
- 2018년여성가족부정책자문위원회의원
- 2021년문재인대통령비서실행정관
- 2022년대통령직속국가균형발전위원회'국민소통특별위원'
- 2025년더불어민주당민생연석회의중소상공인*자영업위원회위원
- 2014년서산시장선거서산시장후보

## 역대 선거 결과
| 선거명              | 직책명            | 정당           | 득표율 | 결과 | 당락 |
| ------------------- | ----------------- | -------------- | ------ | ---- | ---- |
| 2014년 서산시장선거 | 시장(충남 서산시) | 새정치민주연합 | 30%    | 2위  | 낙선 |

## 저서
젊은 서산, 2020을 향하여